# Digitaria incisa
Digitaria incisa är en gräsart som beskrevs av Van der Veken. Digitaria incisa ingår i släktet fingerhirser, och familjen gräs. Inga underarter finns listade i Catalogue of Life.